# Coprosma
Coprosma es un género con 193 especies de plantas con flores perteneciente a la familia Rubiaceae.

## Descripción
Muchas especies son pequeñas con pequeños arbusto de hojas perennes , pero algunos son árboles de pequeño tamaño y tienen mucho más amplias sus hojas. Las flores tienen pétalos y son polinizadas por el viento, con largas anteras y estigmas.  El fruto es una baya jugosa  no venenosa, la mayoría de las veces de color naranja brillante (pero puede ser de color rojo oscuro o azul claro), que contiene dos pequeñas semillas.  Se dice que el café se puede hacer de las semillas, Coprosma está relacionada con las plantas de café. Una característica notable (también se encuentra en otros géneros de Rubiaceae) es que las hojas contienen huecos en las axilas de las venas, y en estas, y sobre las hojas de estípulas, crecen las bacterias fijadoras de nitrógeno.

## Distribución
Se encuentran en Nueva Zelanda (45 spp), Hawái (c. 20 spp) y en Borneo, Java, Nueva Guinea, las islas del Océano Pacífico a Australia.

## Taxonomía
El género fue descrito por J.R.Forst. & G.Forst. y publicado en Characteres Generum Plantarum 1: 69. 1775. La especie tipo es: Coprosma foetidissima

## Especies
| - Coprosma acerosa A.Cunn. (1839) - Coprosma acutifolia Hook.f., J. Linn. Soc. (1857) - Coprosma arborea Kirk (1878) - Coprosma archboldiana Merr. & L.M.Perry (1945) - Coprosma areolata Cheeseman (1885 publ. 1886) - Coprosma atropurpurea (Cockayne & Allan) L.B.Moore (1974) - Coprosma barbata Utteridge (2002) - Coprosma baueri Endl. (1841) - Coprosma benefica W.R.B.Oliv. (1935) - Coprosma bougainvilleensis Gideon (2002) - Coprosma brassii Merr. & L.M.Perry (1945) - Coprosma × buchananii Kirk (1891 publ. 1892) - Coprosma chathamica Cockayne (1902) - Coprosma cheesemanii W.R.B.Oliv. (1935) - Coprosma ciliata Hook.f. (1844) - Coprosma colensoi Hook.f. (1864) - Coprosma × conferta A.Cunn. (1839) - Coprosma cookei Fosberg (1937) - Coprosma crassifolia Colenso (1846) - Coprosma crenulata W.R.B.Oliv. (1916 publ. 1917) - Coprosma cuneata Hook.f. (1844) - Coprosma cymosa Hillebr. (1888) - Coprosma decurva Heads (1998) - Coprosma depressa Colenso ex Hook.f. (1852) - Coprosma divergens W.R.B.Oliv. (1942) - Coprosma dodonaeifolia W.R.B.Oliv. (1935) - Coprosma dumosa (Cheeseman) G.T.Jane (2005) - Coprosma elatirioides de Lange & A.S.Markey (2003) - Coprosma elegans Utteridge (2002) - Coprosma elliptica W.R.B.Oliv. (1935) - Coprosma ernodeoides A.Gray (1860) - Coprosma esulcata (F.Br.) Fosberg (1956) - Coprosma fatuhivaensis W.L.Wagner & Lorence (2011) - Coprosma fernandeziana ined.. - Coprosma foetidissima J.R.Forst. & G.Forst. (1775) - Coprosma foliosa A.Gray (1860) - Coprosma fowerakeri D.A.Norton & de Lange (2003) - Coprosma glabrata J.W.Moore (1933) - Coprosma × gracilicaulis Carse (1930) - Coprosma × gracilis A.Cunn. (1839) - Coprosma grandifolia Hook.f. (1852) - Coprosma hirtella Labill. (1805) - Coprosma hookeri Stapf, Trans. Linn. Soc. London (1894) - Coprosma huttoniana P.S.Green (1990) - Coprosma inopinata I.Hutton & P.S.Green (1993) - Coprosma intertexta G.Simpson (1945) - Coprosma kauensis (A.Gray) A.Heller (1897) - Coprosma × kirkii Cheeseman (1897) - Coprosma laevigata Cheeseman, Trans. Linn. Soc. London (1903) - Coprosma lanceolaris F.Muell. (1875) - Coprosma linariifolia (Hook.f.) Hook.f. (1864) - Coprosma longifolia A.Gray (1860) - Coprosma lucida J.R.Forst. & G.Forst. (1775) - Coprosma macrocarpa Cheeseman (1887 publ. 1888) - Coprosma menziesii A.Gray (1860) - Coprosma meyeri W.L.Wagner & Lorence (2011) - Coprosma microcarpa Hook.f. (1852) - Coprosma × molokaiensis H.St.John (1935) - Coprosma montana Hillebr. (1888) - Coprosma moorei F.Muell. ex Rodway (1894) - Coprosma myrtifolia Noronha (1790) - Coprosma × neglecta Cheeseman (1911 publ. 1912) - Coprosma nephelephila J.Florence, Bull. Mus. Natl. Hist. Nat., B (1986) - Coprosma niphophila Orchard (1987) - Coprosma nitida Hook.f. (1847) - Coprosma nivalis W.R.B.Oliv. (1935) - Coprosma novaehebridae W.R.B.Oliv. (1935) - Coprosma obconica Kirk (1899) - Coprosma ochracea W.R.B.Oliv. (1935) - Coprosma oliveri Fosberg (1968) - Coprosma papuensis W.R.B.Oliv. (1935) - Coprosma parviflora Hook.f. (1852) - Coprosma pedicellata Molly, P.J.Lange & B.D.Clarkson (1999) - Coprosma perpusilla Colenso (1889 publ. 1890) - Coprosma persicifolia A.Gray (1860) - Coprosma petiolata Hook.f., J. Linn. Soc. (1857) - Coprosma petriei Cheeseman (1885 publ. 1886) - Coprosma pilosa Endl. (1833) - Coprosma polymorpha W.R.B.Oliv. (1935) - Coprosma prisca W.R.B.Oliv. (1916 publ. 1917) - Coprosma propinqua A.Cunn. (1839) - Coprosma pseudociliata G.T.Jane (2005) - Coprosma pseudocuneata W.R.B.Oliv. ex Garn.-Jones & Elder (1996) - Coprosma pubens A.Gray (1860) - Coprosma pumila Hook.f. (1852) - Coprosma putida C.Moore & F.Muell. (1869) - Coprosma pyrifolia (Hook. & Arn.) Skottsb. (1922) - Coprosma quadrifida (Labill.) Rob. (1910) - Coprosma raiateensis J.W.Moore (1933) - Coprosma rapensis F.Br. (1935) - Coprosma repens A.Rich. (1832) - Coprosma reticulata J.Florence, Bull. Mus. Natl. Hist. Nat., B (1986) - Coprosma rhamnoides A.Cunn. (1839) - Coprosma rhynchocarpa A.Gray (1860) - Coprosma rigida Cheeseman (1886 publ. 1887) - Coprosma robusta Raoul, Ann. Sci. Nat. (1844) - Coprosma rotundifolia A.Cunn. (1839) - Coprosma rubra Petrie (1885) - Coprosma rugosa Cheeseman (1906) - Coprosma savaiiensis Rech. (1909) - Coprosma serrulata Hook.f. ex Buchanan (1871) - Coprosma setosa J.W.Moore (1933) - Coprosma spathulata A.Cunn. (1839) - Coprosma strigulosa Lauterb. (1908) - Coprosma sundana Miq. (1857) - Coprosma × tadgellii W.R.B.Oliv. (1935) - Coprosma tahitensis A.Gray (1860) - Coprosma talbrockiei L.B.Moore & R.Mason (1974) - Coprosma tayloriae A.P.Druce ex G.T.Jane (2005) - Coprosma temetiuensis W.L.Wagner & Lorence (2011) - Coprosma tenuicaulis Hook.f. (1852) - Coprosma tenuifolia Cheeseman (1885 publ. 1886) - Coprosma ternata W.R.B.Oliv. (1935) - Coprosma velutina Fosberg (1937) - Coprosma virescens Petrie (1879) - Coprosma waima A.P.Druce (1989) - Coprosma waimeae Wawra (1874) - Coprosma wallii Petrie (1925) - Coprosma wollastonii Wernham, Trans. Linn. Soc. London (1916) |